# Будівельна гірнича технологія
Будіве́льна гірни́ча техноло́гія (рос. строительная горная технология, англ. mining construction practice, mining construction methods,  mining construction technology, нім. Schacht-  und Tiefbaulehre) — наукова дисципліна про способи будівництва гірн. виробок і підземних споруд різного призначення; входить в систему гірничих наук. Розглядає задачі, пов'язані з обґрунтуванням і вибором техніки і технології проходки вертикальних, горизонтальних і похилих гірн. виробок при будівництві гірн. підприємств, трансп. і гідротехн. тунелів і інш. підземних споруд. Для вирішення технічних задач використовуються: фіз. і матем. моделювання, графіч., аналітич. і чисельні методи із застосуванням ЕОМ, експериментальні дослідження в лабораторних і виробничих умовах, аналіз і узагальнення виробничого досвіду на базі економіко-матем. моделей і інш. Будівельна гірнича технологія пов'язана з геол. науками, фізикою, математикою, хімією, геомеханікою і будів. механікою, аеро- і гідродинамікою, теплофізикою, машинознавством, економікою і іншими науками.